# Константинов, Пламен
Пламен Георгиев Константинов (болг. Пламен Георгиев Константинов; 14 июня 1973, София) — болгарский волейболист и тренер по волейболу.

## Биография
Пламен Константинов родился в семье волейболистов Георги Константинова и Евы Дойчевой, старший брат Пламена Юлиян Константинов (р. 1966) является известным оперным певцом.
В волейбол начал играть в возрасте 13 лет в спортивной школе софийского «Левски». Став в 1992 году чемпионом Болгарии, перешёл в софийскую «Славию». В 1994 году провёл первый матч за сборную Болгарии на турнире Мировой лиги.
С 1996 года играл в зарубежных лигах, наибольших достижений добился, выступая за ведущие клубы Греции — «Арис», «Ираклис», «Олимпиакос» и «Панатинаикос». В сезоне 2003/04 годов стал победителем сразу двух национальных чемпионатов — греческого с «Панатинаикосом» и французского с «Туром». Затем провёл по сезону в Италии, Польше и России, в 2006 году был назван лучшим легионером польской Плюс-лиги. С 2007 года снова играл в греческом «Ираклисе», в сезоне-2008/09 дошёл с командой до финала Лиги чемпионов в Праге, по итогам которого получил индивидуальную награду как лучший принимающий.
В 2005—2009 годах Пламен Константинов являлся капитаном сборной Болгарии, в её составе выиграл бронзовые медали чемпионата мира (2006) и Кубка мира (2007). В 1996 и 2008 годах был участником Олимпийских игр. На Играх-2008 в Пекине накануне стартового матча сборной Болгарии против команды Китая допинг-проба крови Пламена Константинова показала повышенное содержание тестостерона. Константинов был временно отстранён от участия в турнире и вернулся в Софию, где прошёл повторное тестирование в независимой лаборатории. 15 августа 2008 года было объявлено, что эта проба дала отрицательный результат. Восстановивший своё доброе имя спортсмен вернулся в Пекин и сыграл в заключительном матче группового этапа против сборной Венесуэлы и в четвертьфинале с Россией.
Во время Олимпиады в Пекине болельщики сборной Болгарии организовали в интернете сбор подписей в поддержку Пламена Константинова, а после завершения Игр обратились к нему с письмом, прося продолжить выступления за национальную команду. «Мы не готовы расстаться со своим Капитаном! Ты уйдёшь — и команда лишится сердца», — говорилось в этом послании. Константинов остался в команде, сыграл на турнире Мировой лиги-2009, но травма плеча всё же вынудила его завершить спортивную карьеру.
В 2008 году Пламен Константинов был назван мужчиной года в Болгарии, опередив в этом конкурсе по количеству голосов футболиста Димитра Бербатова и режиссёра Явора Гырдева. 5 июля 2009 года был кандидатом от НДСВ на парламентских выборах в Болгарии.
В сезоне-2010/11 работал главным тренером турецкого клуба «Зираатбанк» (Анкара). В июне 2011 года возглавил «Газпром-Югру» из Сургута, за которую в бытность игроком выступал в сезоне 2006/07 годов. Под его руководством сибирская команда вышла в 1/8 финала Открытого чемпионата России, где сенсационно победила «Белогорье» и в итоге заняла 8-е место. По окончании сезона перешёл на работу в другой российский клуб — нижегородскую «Губернию». В чемпионате России-2012/13 «Губерния», проводившая в Суперлиге лишь второй сезон, отметилась серией из 13 побед подряд, финишировала на 4-м месте, завоевав право участвовать в еврокубках. В сезоне-2013/14 нижегородцы дебютировали в Кубке Европейской конфедерации волейбола и выиграли серебряные медали этого турнира.
С июля 2014 по сентябрь 2018 года Пламен Константинов работал главным тренером мужской сборной Болгарии. В мае 2016 года возглавил новосибирский «Локомотив» и в сезоне-2016/17 привёл команду к бронзовым наградам чемпионата России, а в 2020 году — к первой в истории клуба победе в национальном чемпионате.

## Достижения

### В игровой карьере
- Бронзовый призёр чемпионата мира (2006).
- Бронзовый призёр Кубка мира (2007).
- Чемпион Болгарии (1991/92).
- Обладатель Кубка Болгарии (1994, 1995).
- 5-кратный чемпион Греции (1996/97, 2001/02, 2002/03, 2003/04, 2007/08).
- Чемпион Франции (2003/04).
- Серебряный призёр чемпионата Польши (2005/06).
- 2-кратный обладатель Суперкубка Греции (2007, 2008).
- Финалист Лиги чемпионов (2008/09), лучший принимающий «Финала четырёх».

### В тренерской карьере
- Финалист Кубка Европейской конфедерации волейбола (2013/14).
- Чемпион России (2019/20).
- Серебряный призёр чемпионата России (2021/22).
- Бронзовый призёр чемпионата России (2016/17, 2020/21, 2022/23).
- Бронзовый призёр чемпионата Турции (2010/11).
- Обладатель Кубка России (2025).
- Финалист Кубка России (2016).
- Обладатель Суперкубка Турции (2010).